# Parc fluvial de l'Alcantara
Pour les articles homonymes, voir Alcantara.
Le parc fluvial de l'Alcantara est une zone humide de la Sicile créée en 2001 à la place de la réserve préexistante, qui comprend la partie du territoire des villes métropolitaines de Messine et de Catane, formant le bassin versant de l'Alcantara. La zone est située sur le versant nord de l'Etna, afin de protéger et de promouvoir le système naturel existant.
Le siège du parc est situé à Francavilla di Sicilia, dans une structure construite dans les années 90 qui devait accueillir une école mais dont le projet échoua, tandis que le « Centre de recherche, de formation et d'éducation environnementale » est situé dans la municipalité de Castiglione di Sicilia.

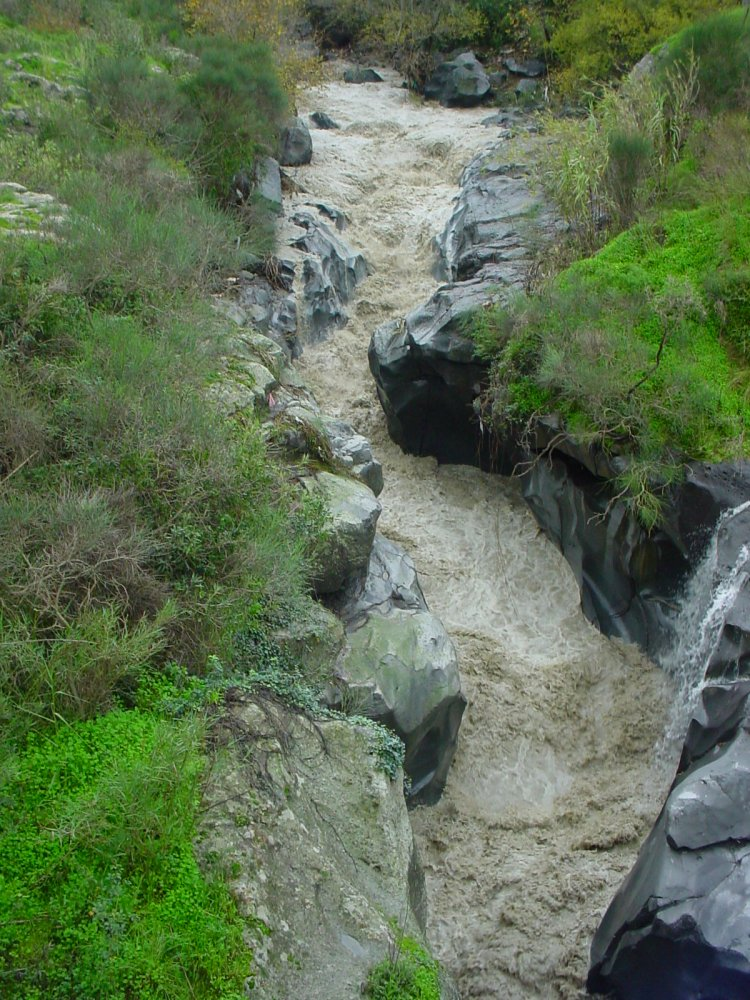
L'Alcantara en crue en décembre 2003.

## Territoire
Le territoire traversé par le fleuve Alcantara est d'une importance particulière en raison de sa morphologie créée précisément par l'écoulement des eaux qui l'ont façonné et gravées, créant, dans la traversée d'une série imposante de coulée de lave, près de la localité de Giardinelli à 2 km de Castiglione di Sicilia, une série de petits lagons dénommés Gurne dell'Alcantara.
Près de la localité de Fondaco Motta (municipalité de Motta Camastra) l'eau a façonné des gorges suggestives et profondes surplombantes, connues sous le nom de Gole dell'Alcantara. Avec une succession de lacs et de cascades d'eaux très froides, il est possible d'observer les étonnantes structures de lave colonnaires à base prismatique. Disposés comme des tuyaux d'orgue, ils décorent les parois rocheuses basaltiques sur de longues étendues. Grâce à l'étude de ces structures, les géologues ont pu élaborer des études précises sur l'évolution du volcan Etna et sur la succession dans le temps de ses coulées les plus impressionnantes. De plus, le fleuve dans son parcours divise les territoires des villes métropolitaines de Catane et de Messine.

## Gestion
Le parc est géré par l'« Autorité du parc fluviale de l'Alcantara », un organisme public soumis au contrôle et à la surveillance de la Région sicilienne.

### Communes
Dans la ville métropolitaine de Messine :
- Francavilla di Sicilia
- Gaggi
- Giardini-Naxos
- Graniti
- Malvagna
- Mojo Alcantara
- Motta Camastra
- Roccella Valdemone
- Taormine

Dans la ville métropolitaine de Catane :
- Calatabiano
- Castiglione di Sicilia
- Randazzo

## Flore
À la fin du XVe siècle, le poète et historien Pietro Bembo décrivait une vallée de l'Alcantara recouverte de forêts composées d'essences diverses : platanes, chênes rouvres, ormes. Depuis cette période, les espaces boisés ont largement reculé - tout au plus trouve-t-on des traces de platanes d'Orient (Platanus orientalis) - au profit de la garrigue dans laquelle dominent, au sein des espèces communes à ce type de végétation, les genêts (dont le genêt de l'Etna, Genista aetnensis) ou les pivoines (telle la pivoine coralline ou Paeonia mascula à la belle inflorescence rouge).
Sur les rives du fleuve, on assiste, au printemps, à une véritable explosion de couleurs avec la floraison des violettes, des coquelicots, des anémones, des myrtes, des églantiers, des figuiers de barbarie, des térébinthes, des lauriers et de grandes variétés d'orchidées (tels que Anacamptis papilionacea, Ophrys tenthredinifera et Orchis purpurea,,. La basse vallée est marquée par des paysages agricoles où dominent les plantations de citronniers et d'orangers, les vignes qui produisent un vin rouge solidement charpenté.

## Faune
L'avifaune présente également un grand intérêt, celle-ci compte environ 200 espèces. De nombreux oiseaux peuplent la vallée. Dans la zone montagnarde, de nombreux rapaces sont observables comme les faucons pèlerins, crécerelles et hobereaux, plus en aval, on trouve des pigeons sauvages, des tourterelles ou des martins-pêcheurs, près de l'embouchure de nombreuses espèces migratrices qui viennent nidifier. D'autres espèces, comme la bartavelle, le grand corbeau, peuvent y avoir installé leur habitat. Parmi les mammifères qui occupent la vallée, on peut citer le hérisson, la marte, le loir, le renard et le chat sauvage; les rives de l'Alcantara abritent une grenouille typiquement méditerranéenne, le discoglossus pictus et le colubro leopardino, un reptile rare et inoffensif. Parmi les espèces de poissons, l'on trouve la truite arc-en-ciel qui peut se reproduire dans ce ruisseau particulier, ainsi que le gardon, l'anguille et le gobie.

## Accès

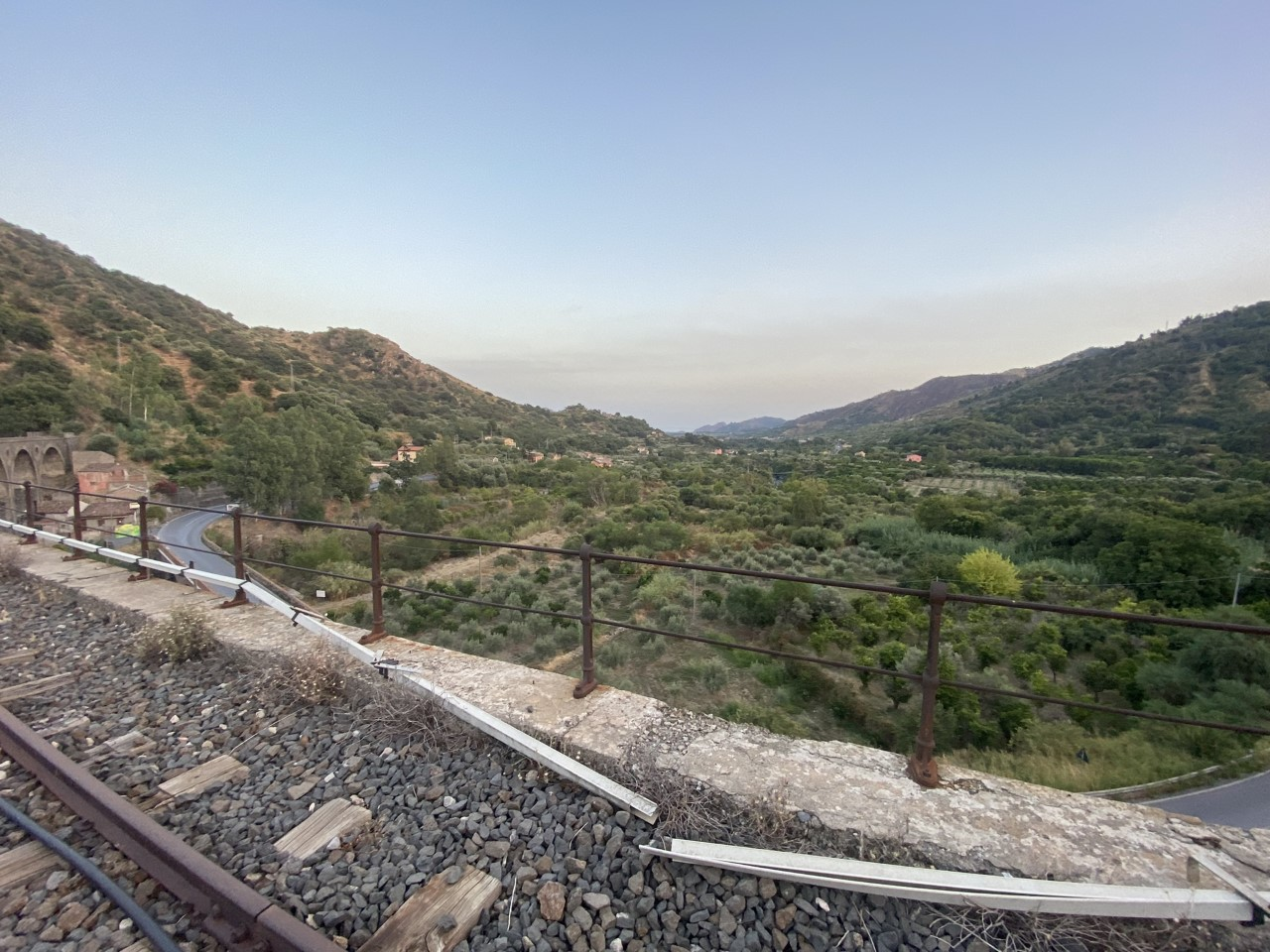
La vallée de l'Alcantara vue depuis le ponte San Cataldo, viaduc ferroviaire en voûte de la ligne Alcantara-Randazzo à proximité de Motta Camastra. L'ouvrage surplombe la SS 185.

Le parc est accessible aux automobilistes vennant de Messine ou de Catane via l'autoroute A18, en sortant à Giardini-Naxos et en prenant la SS 185 en direction de Francavilla. Au kilomètre 55 de la route nationale, à Motta Camastra dans la localité de Fondaco Motta, il y a un accès aux Gorges de l'Alcantara, où l'on peu descendre au moyen d'un long escalier municipal jusqu'au lit de la rivière ou au moyen d'ascenseurs privés en payant une redevance. Au kilomètre 50 de la SS 185 se trouve Francavilla di Sicilia, siège du parc et point de départ du sentier des petits lacs de l'Alcantara.